# Тауфик-паша
Тауфик-паша (араб. توفيق‎, тур. Tevfik Paşa; 15 ноября 1852 — 7 января 1892) — 2-й хедив Египта в 1879—1892 годах. Старший сын и преемник 1-го египетского хедива Исмаила.

## Биография
Его полное имя: Тауфик-паша ибн Исмаил ибн Ибрахим ибн Мухаммед Али.
Он был старшим сыном хедива Исмаила-Паши и принцессы Шафак Хур Ханум. Тауфик-паша родился 15 ноября 1852 года. В отличие от младших братьев его не послали учиться в Европу. В 1867 году Исмаил-паша изменил название титула правителя и порядок его наследования.

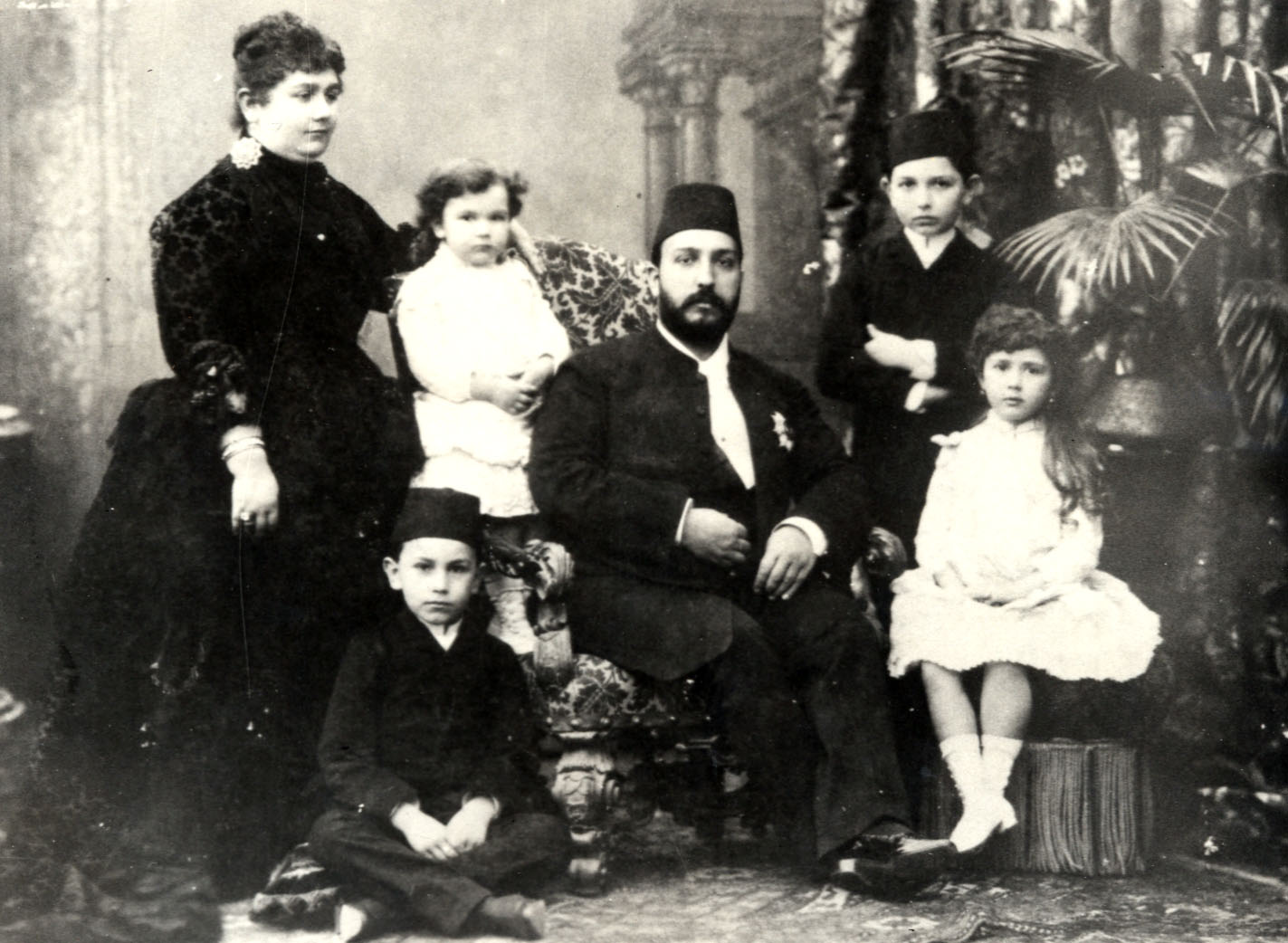
Тауфик-паша в окружении семьи (середина 1880-х)

В 1878 году после увольнения Нубар-паши, Тауфик был назначен премьер-министром Египта и занимал эту должность в течение нескольких месяцев.
В июне 1879 года европейские державы вынудили хедива Исмаила отказаться от престола в пользу своего старшего сына Тауфика и покинуть страну. Тауфик стал хедивом в критическое для Египта время — после государственного банкротства 1876 года страна находилась под финансовым контролем держав-кредиторов (прежде всего Англии).
Тауфик, унаследовав отцовский престол, оказался почти в безвыходном положении: он должен был либо принять требования кредиторов, либо начать с ними войну. Он выбрал первое и стал послушно выполнять все указания европейских держав. Под их давлением египетская армия была сокращена до 18 тысяч человек, а права египетского правительства были значительно ограничены. Подлинными хозяевами страны стали иностранные контролёры и члены «комиссии хедивского долга» По их настоянию в 1880 году увеличился поземельный налог и была введена соляная монополия. 60 % государственных доходов оказались изъяты из ведения египетского правительства и шли на уплату долгов и процентов по ним.
Эти непопулярные меры привели к росту оппозиционного движения во всех классах египетского общества. Повсюду создавались кружки и тайные общества. Оплотом националистов стала египетская армия, где сформировалось движение «ватанистов» (то есть патриотов) под руководством полковника Ахмада Ораби. Именно египетские офицеры впервые выдвинули лозунг «Египет для египтян». Тауфик знал о росте недовольства среди военных и в сентябре 1881 года отдал приказ о перемещении трёх полков столичного гарнизона в провинцию.
Командир одного из опальных полков Ахмад Ораби отказался выполнять приказ и вывел своих солдат к Абдинскому дворцу. Под дулами ружей хедив Тауфик был вынужден отменить своё распоряжение. Эта акция принесла Ораби огромную популярность. В феврале 1882 года он вошёл в состав правительства Сами аль-Баруди и занял в нём пост военного министра. Под давлением оппозиции Представительская палата отменила внешний контроль над финансами Египта и приступила к разработке демократических законопроектов. Выдвигались даже требования низложения хедива и провозглашения республики. Армия была охвачена возбуждением. Фактически ни один приказ хедива не исполнялся, если только он не был подтверждён Ораби. Осознав, что власть уходит из его рук, в июне 1882 года хедив Тауфик бежал из Каира в Александрию под защиту английской эскадры. После этого власть в столице полностью перешла к А. Ораби и его солдатам.
Ораби-паша не смог установить контроль над вторым по важности городов Египта — Александрией. Местный гарнизон, объявивший о поддержке Ораби, был выбит из города огнём английских пушек. 18 июня 1882 года Александрию заняли английские войска. Несмотря на протест Тауфика, поддерживавшего действия англичан, военный министр Ахмад Ораби заявил, что Египет и Англия находятся в состоянии войны. Этим заявлением он развязал руки англичанам — они получили повод для оккупации страны. В августе 1882 года подразделения английской армии высадились в Суэце и Порт-Саиде. 13 сентября они перешли в наступление и разбили египтян у Телль аль-Кебира, а 14 сентября вступили в столицу. Ахмад Ораби сдался в плен. Сопротивление восставших прекратилось. 24 сентября хедив Тауфик вернулся в Каир. Национальная египетская армия была распущена — её заменили английские оккупационные войска. Верховная власть сосредоточилась в руках английского генерального резидента.
В январе 1892 года 39-летний хедив Тауфик скончался. Ему наследовал старший сын Аббас II Хильми (1892—1914).

## Семья и дети
В январе 1873 года Тауфик женился на принцессе Эмине Ибрахим Ханимсултан (1858—1931), дочери Илхами Ибрагима-паши Бейэфенди (1836—1860). Их дети:
- Аббас II Хильми (1874—1944), 3-й хедив Египта и Судана (1892—1914)
- Мухаммад Али-паша (1875—1955)
- Назлы Ханум (1877—1879)
- Фахруниса Хадиджа Ханум (1880—1951)
- Ниматуллах Ханум (1882—1966)